# Fidel Fita
Fidel Fita Colomé (noto in catalano anche come Fidel Fita i Colomer; Arenys de Mar, 31 dicembre 1835 – Madrid, 13 gennaio 1918) è stato un religioso, archeologo, filologo, epigrafista, storico e gesuita spagnolo, di origine catalana.

## Biografia
Nato in una famiglia della classe borghese, all'età di dieci anni fu mandato a studiare grammatica a Barcellona. Nel 1850, all'età di quindici anni, divenne gesuita. Dopo aver studiato retorica a Nivelles e in diverse istituzioni dell'ordine, nel 1853 si recò a Loyola per diventare professore di scienze umane e greco antico.
Durante la rivoluzione del 1854, andò in esilio in Francia, per poi tornare nel 1857 e assumere l'incarico di professore di latino e francese presso il Colegio de Carrión de los Condes, a Palencia. Dal 1860 al 1866 visse a León, dove insegnò teologia e iniziò le sue ricerche di archeologia, storia ed epigrafia, che culminarono nella nomina a vicepresidente della "Comisión de Monumentos de León". In tale posizione conobbe l'architetto Eduardo Saavedra con il quale avrebbe mantenuto un'amicizia personale e professionale per tutta la vita. Durante quegli anni, si impegnò particolarmente per identificare i segni della presenza romana nella zona.
Nel 1866, i Gesuiti lo trasferirono di nuovo in Catalogna. Due anni dopo, fu costretto a nuovo esilio a causa della Gloriosa Rivoluzione spagnola. emigrò nuovamente in Francia, senza ritornare in patria per almeno due anni. Stabilitosi a Bañolas, si concentrò sulla ricerca e l'interpretazione delle iscrizioni ebraiche di Girona; mantenne una corrispondenza con l'archeologo Juan de Dios de la Rada, che stava studiando le misteriose sculture trovate vicino a Cerro de los Santos.
Nel 1877 fu nominato membro della Real Academia de la Historia e si stabilì a Madrid, dove visse per oltre trent'anni.
Nel corso della sua vita, pubblicò oltre 700 articoli sul Boletín de la Real Academia de la Historia, un terzo dei quali riguardava l'epigrafia. La maggior parte degli esperti mondiali in materia erano suoi amici o conoscenti, in particolare Emil Hübner, che stava preparando un supplemento al Corpus Inscriptionum Latinarum: Fita fu uno dei suoi principali informatori sul progetto.
Nel 1912, dopo la morte di Marcelino Menéndez Pelayo, Fita fu nominato direttore dell'accademia, carica che mantenne fino alla morte.
Per quanto concerne la politica, fu membro del Partito Integrista e collaboratore di vari periodici: il quotidiano El Siglo Futuro, de El Mensajero del Corazón de Jesús, La Academia, Museo Español de Antigüedades e Revista Histórica.
Morì il 13 gennaio 1918.

## Opere
- Epigrafía romana de la ciudad de León (1866)
- Tablettes historiques de la Haute-Loire (1870)
- La Santa Cueva de Manresa (1872)
- Los reys d'Aragó y la Seu de Girona (1873)